# A Girl in the River: The Price of Forgiveness
A Girl in the River: The Price of Forgiveness (Brasil: Uma Garota no Rio: O Preço do Perdão) é um documentário estadunidense-paquistanês de 2015 dirigido pela jornalista e cineasta Sharmeen Obaid-Chinoy, o qual fala sobre crimes de "honra" recorrentes no Paquistão.  Ele ganhou um Oscar de melhor documentário de curta-metragem em 2016.
O filme foi produzido por Tina Brown e Sheila Nevins em colaboração com a HBO Documentary Films.  
O documentário baseia.-se na história real de Saba Qaiser, uma paquistanesa  de dezanove anos, sobrevivente de um crime de "honra". Algumas horas após o seu casamento contra a vontade da família, foi primeiro espancada e depois alvejada a tiro na cabeça pelo seu próprio pai e um tio. Julgando-a morta, meteram o corpo num saco e atiraram-na ao rio. 
Inacreditavelmente, Saba estava inconsciente, mas viva. A bala atravessou o lado esquerdo de seu rosto, mas não a matou. A água do rio  reanimou-a e ela conseguiu atingir terra e pedir auxílio.
A polícia prendeu o pai de Saba, Maqsood, e o tio, Muhammad, e a defesa deles foi que eles fizeram a coisa certa."Ela tirou a nossa honra", disse Maqsood. Finalmente, e após enormes pressões da comunidade, Saba perdoou aos seus agressores.